# San Vicente (Misiones)
Pour les articles homonymes, voir San Vicente.
San Vicente est une ville d'Argentine qui se trouve dans le département de Guaraní de la province de Misiones.
La ville est située sur la route nationale 14.

## Population
La ville comptait 38 247 habitants en 2001, ce qui représentait une hausse de 37,2 % par rapport à 1991.